# Иванов, Виктор Семёнович
Виктор Семёнович Ивано́в (1909—1968) — советский художник.
Заслуженный деятель искусств РСФСР (1955). Лауреат двух Сталинских премий (1946, 1949).

## Биография
Родился 29 октября (11 ноября) 1909 года в Москве.

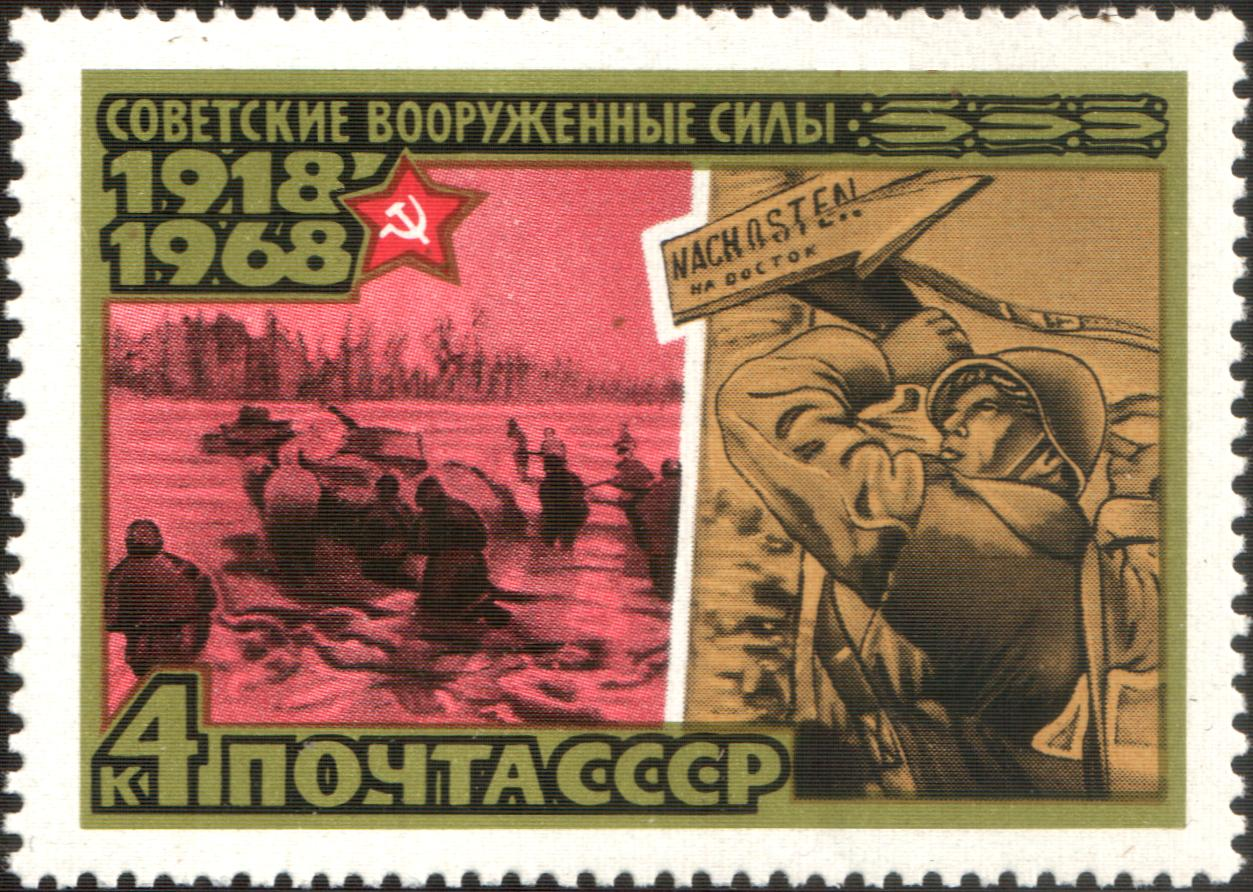
Марка СССР 1968 г. с плакатом «На Запад» художника В. С. Иванова

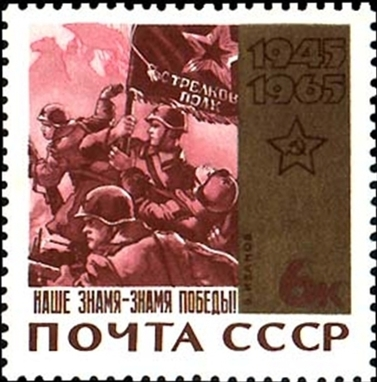
Марка СССР 1965 г. с плакатом «Наше знамя — знамя победы» художника В. С. Иванова

В 1926—1929 Учёба в Училище изобразительных искусств памяти 1905 года у Е. Якуба.
В 1928—1929 Занятия в студии Д. Н. Кардовского.
В 1929—1933 годах учился в Ленинграде в Академии художеств у М. П. Бобышова, Б. В. Дубровского-Эшке, Н. Э. Радлова. В основном работал над агитационно-политическими плакатами.
В 1941—1943 годах — в «Окнах ТАСС». Лучшие плакаты отличаются публицистической страстностью, конкретным раскрытием темы. Работал также в области станковой живописи. Оформлял кинофильмы.
Член-корреспондент АХ СССР (1958).
Умер 26 ноября 1968 года в Москве. Похоронен на Ваганьковском кладбище (участок № 34).

## Творчество

### Фильмография
- 1938 — Честь; Ленин в 1918 году
- 1957 — Дорогой бессмертия

### Плакаты
- «Вперёд! На Запад!» (1942)
- «Пьём воду родного Днепра, будем пить из Прута, Немана, Буга!» (1943)
- «Ты вернул нам жизнь!»
- «Пятилетку в четыре года» (1948)
- «В. И. Ленин» (1963—1964, серия плакатов)

## Награды и премии
- Сталинская премия второй степени (1946) — за серию военных плакатов (с коллективом)
- Сталинская премия третьей степени (1949) — за серию политических плакатов (с коллективом)[5]
- заслуженный деятель искусств РСФСР (1955)
- медали